# Orthophytum toscanoi
Orthophytum toscanoi är en gräsväxtart som beskrevs av Elton Martinez Carvalho Leme. Orthophytum toscanoi ingår i släktet Orthophytum och familjen Bromeliaceae.

## Underarter
Arten delas in i följande underarter:
- O. t. atropurpureum
- O. t. toscanoi